# Persischer Travertin

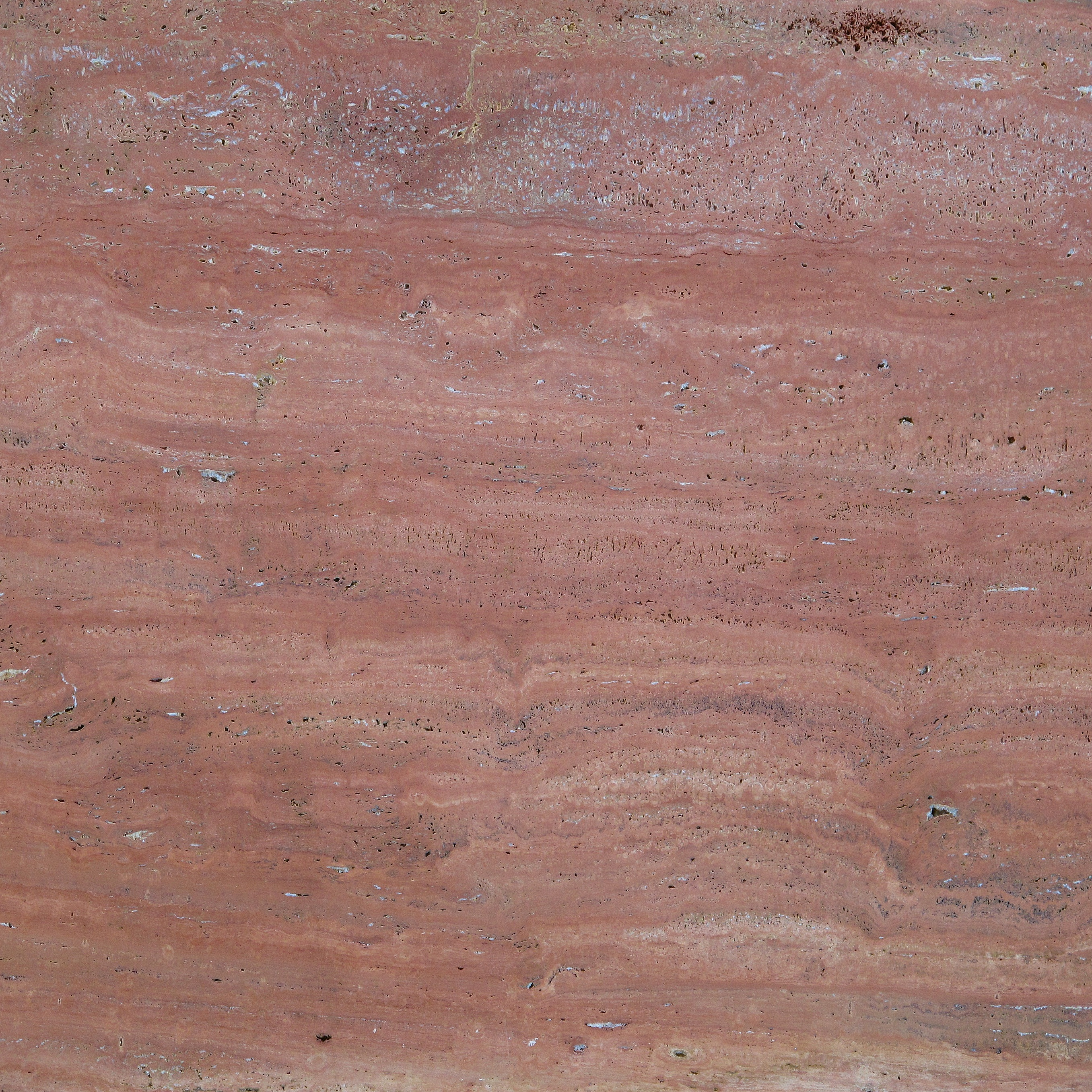
Muster des offenporigen Persischen Travertins vom Typ Azarsahr Red (abgebildetes Muster vom Magazinturm des Bremer Staatsarchivs, Größe ca. 70 × 70 cm)

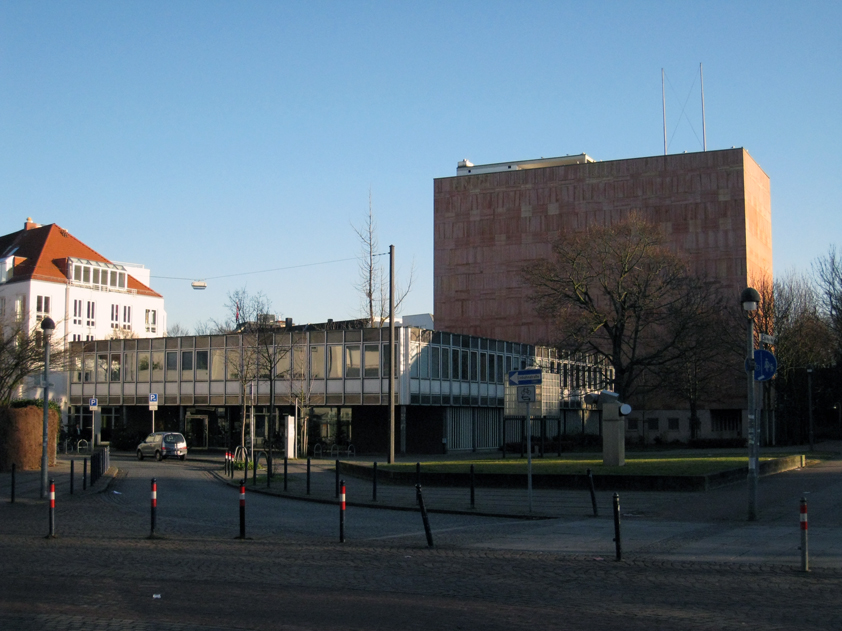
Die Magazinturmfassade des Bremer Staatsarchivs besteht aus rotem Persischen Travertin (im Bild rechts)

Persischer Travertin ist ein Süßwasserkalkstein, der während des Pleistozäns vor 1,7 Millionen Jahren entstand. Abgebaut wird dieser Travertin im Nordwesten des Irans in der Provinz Ost-Aserbaidschan, in der Nähe des kleinen Dorfes Dehkhvāregān (Alternativname Azar Shar), etwa 50 Kilometer nordwestlich der Stadt Maragheh.

## Namen
Dieser Travertin wird im Iran verwendet und exportiert. Im internationalen Handel wird dieser Travertin als Persian Red, Rosso Persian, Azarshar Red, Travertino Soraya oder Täbris Red bezeichnet. Darüber hinaus gibt es auch Typenbezeichnungen nach weiteren vorkommenden Farben wie Yellow, Onyx usw.

## Geologie und Entstehung
Dieser Süßwasserstein entstand aus Calciumcarbonat austretender Wässer kalkhaltiger Quellen. Den Wässern wurde von Wasserpflanzen CO2 entzogen, wodurch Kalk ausgefällt wurde und sich schichtenweise ablagerte. Kalk umkrustierte die Pflanzen, die abstarben. Dies führte dazu, dass zahlreiche Poren in diesem Gestein entstanden. Hämatit wurde eingelagert und die für diesen Naturstein typische rote Pigmentierung entstand. Die deutlich erkennbare Bänderung dieses Natursteins verursachten periodische Kalkablagerungen.

## Gesteinsbeschreibung
In der Lagerstätte dieses Travertins kommen unterschiedlichen Farbtönungen vor. Sie reichen von hochrot, über gelb, braun bis weiß gestreift. Am begehrtesten sind die hochroten Typen. Die unterschiedlichen Färbungen in diesem Gesteins verursachen wechselnde Gehalte von Eisenmineralen.
Alle Gesteinstypen dieses Travertins zeigen eine ausgeprägte Bänderung, wenn sie gegen das Lager aufgesägt und als Naturwerksteine verwendet werden.

## Verwendung
Der Persische Travertin ist regional im Iran ein bis heute häufig verwendeter Baustein. Er hat in dieser Region eine große kulturhistorische Bedeutung.
Heute wird der rote Gesteinstyp in Deutschland selten verwendet, die anderen Typen fanden kaum Eingang in den europäischen Natursteinmarkt. Eingesetzt wird der Persische Travertin vor allem poliert in der Innenarchitektur als Bodenbelag, Wandverkleidung, Tischplatten und Waschtische. Außen eignet er sich für Fassadenplatten. Hin und wieder werden aus diesem Travertin auch Grabmale und Skulpturen geschaffen.
Da Persischer Travertin eine geringe effektive Porosität aufweist, ist er frostfest. Travertine sind gegen chemische Aggressorien nicht beständig, deshalb lässt eine Politur auf Dauer im Außenbereich nach. Fassadenplatten werden im Freien oberflächlich leicht angewittert, dies beeinträchtigt aber keineswegs die statisch erforderliche Festigkeit. Im Bauwesen wird dieser Travertin heutzutage entweder gespachtelt oder mit offenen Poren verwendet.